# حركة حرية إيران
حركة حرية إيران (بالفارسیة: نهضت آزادی ایران)، هي منظمة سياسية إيرانية تأسست عام 1961 على يد كلٍ من مهدي برزكان، و محمود طالقاني ، ويد الله سحابي، ومصطفى جرمان، وعلي شريعتي، وصادق قطب زاده، إلى جانب بعض الشخصيات الدينية والسياسية الأخرى. وقد استمرت تلك الجمعية، بالرغم من حظر النظام الإيراني لها قانونيًا. والقائد الحالي لها هو إبراهيم اليزدي الذي شغل هذا المنصب منذ عام 1995. وتُعَد حركة حرية إيران أحد الأطراف الرئيسية المشتركة في تحالف النشطاء الوطنيين الدينيين الإيرانيين (واسمه بالفارسية "ائتلاف نيروهاي ملي مذهبي إيران"). وقد كان موسى الصدر، كذلك، من المعاونين المقربين للحركة ولأعضائها المؤسسين. ويؤمن أعضاء هذه الحركة بأنهم ديمقراطيون، وليسوا ليبراليين. وذلك لأن الليبراليين يؤمنون بالرأسمالية، وحركة حرية إيران تناهض كلاً من الرأسمالية والشيوعية.

## انقلاب 1953 وآثاره
ترجع أصول منظمة حركة حرية إيران إلى أوائل الخمسينيات من القرن العشرين بعد انقلاب عام 1953 ضد حكومة دكتور محمد مصدق، الذي شغل منصب رئيس وزراء إيران في الفترة ما بين أبريل 1951 إلى أغسطس 1953 (مع توقف قصير في يوليو عام 1952). أطاح ذلك الانقلاب بمصدق ورفاقه، وأعاد تنصيب الشاه ليكون القوة المهيمنة على السياسات الإيرانية. وسرعان ما سيطر النظام الجديد على مؤيدي مصدق، وحظر حرية التعبير، وقمع بعنف النشاط السياسي الحر. وقُدِم مصدق نفسه للمحاكمة العسكرية وصدر ضده حكم بالسجن ثلاث سنوات. وفي ظل تلك الظروف الصعبة، شكَّل سريعًا عدد من القادة ذوي الرتب المنخفضة، الذين ينتمون لعهد مصدق، منظمة سرية أطلقوا عليها اسم حركة المقاومة الوطنية (NRM). وقد لعبت هذه المنظمة السرية دورًا مهمًا في تاريخ حركة حرية إيران، لأن أغلب أعضاء هذا التجسيد للجبهة الوطنية (المجموعة الأم لداعمي مصدق) كانوا من الشخصيات الدينية، ما جعلها تتميز عن الأعضاء العلمانيين للجبهة الوطنية المحظورة، والتي كان من بين أعضائها مصدق نفسه. وشنّت حركة المقاومة الوطنية (NRM) حملة لدعم حرية المجلس وعدالته (الأمور التي افتقر إليها)، وسعت أيضًا لإعادة الملكية الدستورية (الأمر الذي لم يتحقق أيضًا). لكن نظرًا لفشلها في بلوغ أهدافها، ومواجهتها الأداة القمعية السلطوية لنظام الشاه، تمَّ حل الحركة في منتصف الخمسينيات.

## أوائل الستينيات: نشأة حركة الحرية
تأسست الجبهة الوطنية الثانية في عام 1960، وهي الجبهة التي ضمت شخصيات يعود تاريخها إلى الخمسينيات عندما كان مصدق لا يزال في الحكم. لكن في عام 1961، انفصل عن تلك الجبهة مهدي برزكان، ومحمود طالقاني، ويد الله سحابي (جميعهم من الليبراليين البارزين)، ليكوّنوا نظيرًا لها أكثر تدينًا (وراديكالية). وسرعان ما حظيت هذه الجمعية الجديدة بعدد من الأنصار فاق عدد الجبهة المنافسة لهم. ودعم قادتها العصيان المدني، الذي تمثل في الاحتجاجات، والاعتصامات، والإضرابات، كوسيلة للضغط على الشاه لإعادة الحكم الديمقراطي. لكن بعد فترة قصيرة من الإصلاح تحت حكم رئيس الوزراء، علي أميني، قمع النظام المعارضة. وفي يونيو عام 1963، اندلعت انتفاضة هائلة في خمس مدن إيرانية احتجاجًا على اعتقال آية الله روح الله الخميني، رجل الدين الراديكالي الذي كان يصدر تصريحات مثيرة ضد نظام الشاه وسياساته التي وصفها آية الله بالمعادية للإسلام. ولمواجهة هذه الانتفاضة، أرسل النظام قوات المشاة بالجيش والدبابات للقضاء على تلك الاحتجاجات، الأمر الذي أسفر عن المئات (إن لم يكن الآلاف) من القتلى. وبما أن حركة حرية إيران كانت تدعم تلك الانتفاضة، اُتهِم أعضاؤها بإثارة القلاقل، ولم يعد لها وجود بحلول منتصف الستينيات. لكن في عام 1964، ساعدت حركة حرية إيران (بالتعاون مع أطراف أخرى وبمباركة مصدق) في تشكيل الجبهة الوطنية الثالثة التي - شأنها شأن حركة حرية إيران - اتخذت موقفًا أكثر فعالية وراديكالية تجاه نظام الشاه مقارنةً بالجبهة الوطنية الثانية التي كانت أكثر حذرًا. وفي عام 1965، تم القضاء على كافة صور المعارضة القانونية، ما جعل العنف المسلح السبيل الوحيد لإلحاق الضرر بالنظام.

## أحداث أدت إلى الثورة الإسلامية (1965-1979)
على مدار الستينيات والسبعينيات، عملت حركة حرية إيران بشكل أساسي خارج البلاد، لا سيما في الولايات المتحدة وأوروبا. فالطبيعة المهيمنة لجهاز سافاك (وهو الشرطة السرية التابعة للشاه، والتي كانت مسؤولة عن سجن عشرات الآلاف من المعتقلين السياسيين، وتعذبيهم، وإعدامهم)، والأجواء الخانقة التي فرضتها الدولة البوليسية، أحبطت أية محاولة لإقامة أنشطة مهمة داخل إيران. وحتى منتصف السبعينيات، كان أغلب الإيرانيين، الذين عارضوا الشاه بقوة، ينتمون لتيارات يسارية أو ليبرالية، وإن كانت الأغلبية لليساريين. لكن بدءًا من ذلك العقد، وبفضل حركة حرية إيران، بدأت الشخصيات الدينية (بما في ذلك الملالي) في السيطرة على الحركة. وقد تمكنوا من فعل ذلك لأن الحركة الإسلامية كان تتمتع آنذاك بشبكة تتكون مما يزيد عن 9000 مسجد، و180000 ملا، وملايين التابعين المتدينين في إيران. ومن ثمَّ، كان بإمكانها العمل بحرية، على عكس أعضاء التيارات اليسارية الذين قضى عليهم جهاز سافاك، والشرطة، والأداة العسكرية للنظام، دون رحمة. وفي يناير عام 1978، نشرت الصحيفة الموالية للنظام، اطلاعات، مقالاً تتهم فيه الخوميني بأنه رجعي وعميل لبريطانيا، إلى جانب اتهامات أخرى. وأسفر ذلك عن انتفاضة في المدينة المقدسة، قم، التي سرعان ما وصلت إلى تبريز، وطهران، وغيرها من المدن الكبرى الأخرى. وبحلول نهاية عام 1978، كاد نظام الشاه (الذي كان يُلجَأ إليه في السابق لامتلاكه خامس أعظم قوة عسكرية في العالم) أن ينهار جراء الضغط الهائل للانتفاضات واضرابات العمال التي كان يشهدها. وفي رد منه على تعيين الشاه شابور بختيار رئيسًا للوزراء، عيّن الخوميني مهدي برزكان رئيسًا للحكومة المؤقتة (التي لم تصل للسلطة بعد). وفي يوم 11 فبراير عام 1979، سقط النظام، وحل محله ما عُرِف بعد ذلك باسم جمهورية إيران الإسلامية.

## جمهورية إيران الإسلامية (من عام 1979 حتى الآن)
أُعلِن رسميًا عن قيام جمهورية إيران الإسلامية يوم 1 أبريل عام 1979 بعد ظهور نتائج الاستفتاء الذي زُعِم أن 98% صوّتوا فيه لصالح هذا النظام. وتولت الحكومة المؤقتة الحكم يوم 12 فبراير، أي بعد سقوط النظام السابق مباشرةً، لكنه سرعان ما غدا واضحًا أن تلك الحكومة افتقرت للسلطة الفعلية التي تركزت في يد مجلس الثورة الإسلامية (الذي سيطر عليه المتطرفون من المتشددين الدينيين) والكوميتات (اللجان) الإسلامية المحلية التي أعدمت آلاف الإيرانيين، خاصةً مَن كانوا على صلة وثيقة بنظام الشاه. هذا وقد كان أغلب أعضاء الحكومة المؤقتة من عناصر حركة حرية إيران (ومن بينهم بارزكان، وطالقاني، وسحابي، واليزدي، ونزيه، وبني صدر)، لكنها ضمت أيضًا عددًا قليلاً من قادة الجبهة الوطنية (مثل، سنجابي، وأردلان، فروهر). وشكّلت تلك الفترة ذروة تأثير حركة حرية إيران على السياسة الإيرانية، وهو التأثير الذي لم يُكتَب له الدوام. بحلول شهر أغسطس عام 1979، اتخذ النظام الجديد إجراءات قمعية ضد المعارضة؛ فحظر أغلب الأحزاب السياسية، وشنَّ حملة لإرهاب مَن كانوا يوجهون النقد إليه. واستقالت حكومة برزكان بأكملها يوم 5 نوفمبر عام 1979، لتسقط بذلك حكومة إيران المؤقتة. وقضى النظام الإسلامي (بقيادة آية الله الخميني) على جميع المعارضين - سواء الفعليين أو المحتملين - الذين فروا إلى الخارج، أو قُتِلوا، أو زُجَّ بهم في السجن. لكن ظلت حركة حرية إيران متواجدة على الساحة، لكن كقوة لا تحظى باستحسان المجلس الذي طالبت فيه بالإنهاء المبكر للحرب مع العراق في عام 1984 (وهي الحرب التي اندلعت في سبتمبر عام 1980 عندما ردت القوات العراقية على أعتداء إيران وقصفها للمدن العراقية الحدودية.
توفي برزكان عام 1995 (لأسباب طبيعية)، وتولى إبراهيم اليزدي رئاسة المنظمة. وظلت المنظمة قائمة كحزب مقبول إلى أن قمعها النظام في عام 2000، باعتقال العشرات من الناشطين المنتمين إليها ومحاكمتهم. وجميع التوقعات المتعلقة بالمنظمة الآن لا تبشر بالخير؛ إذ لا يسمح نظام المرشد الأعلى للثورة الإيرانية لها بالعمل بحرية.

## وصلات خارجية
- Official website - History of the Party نسخة محفوظة 18 يونيو 2009 على موقع واي باك مشين.